# Il tesoro dell'Africa
Il tesoro dell'Africa (Beat the Devil) è un film del 1953 diretto da John Huston, con protagonisti Humphrey Bogart, Jennifer Jones e Gina Lollobrigida (al suo debutto hollywoodiano).

## Trama
Harry Chelm e sua moglie Gwendolen si trovano in Italia dove fanno la conoscenza di una seconda coppia, composta da Maria Dannreuther e dal marito Billy. Insieme ad alcuni gangster, decidono di intraprendere una missione per andare in Africa orientale a procurarsi dell'uranio da contrabbandare. Ciò avviene malgrado tra diversi componenti del gruppo persista una certa ostilità o almeno diffidenza. Parallelamente alle vicissitudini del progetto, le due coppie si ricombinano, per cui Harry diventa l'amante di Maria e Billy quello di Gwendolen. Dopo diverse peripezie durante la traversata sul mare, tra cui la scomparsa di Harry, i protagonisti naufragano sulle coste dell'Africa del Nord, dove le autorità locali li catturano per rilasciarli dopo diverso tempo. Risulta nel frattempo chiaro che per la banda non sarà possibile arrivare a destinazione. Alla fine della vicenda, le due coppie ritorneranno al luogo di provenienza e si ricongiungeranno, mentre i gangster verranno arrestati.

## Produzione
La sceneggiatura è stata scritta a quattro mani dal regista assieme allo scrittore Truman Capote e basata sul romanzo omonimo del critico britannico Claud Cockburn (scritto sotto lo pseudonimo di James Helvick).
Esterni del film furono girati nella cittadina campana di Ravello. Si tratta di una sorta di parodia del genere cinematografico ispirato alle azioni dei boss della malavita.

## Distribuzione

### Riconoscimenti
Nel 1954 il National Board of Review of Motion Pictures l'ha inserito nella lista dei migliori dieci film dell'anno.